# Корчівка (заказник)
Корчівка — ландшафтний заказник місцевого значення. Розташований у південній частині м. Жмеринка. Оголошений відповідно до рішення 11 сесії Вінницької обласної ради 6 скликання від 27.06.2012 р.
Охороняється ландшафтний парк із грабово-дубового насадження на території якого розташоване великодебітне низинне джерело.